# Кар, Алексей Филиппович
Алексей Филиппович Кар (1680 — 1756) — российский государственный и военный деятель, статский советник.

## Биография
Отец Алексея Кара был полковником. С ранних лет Алексей служил в его полку. В 1693 году Кар был произведён в прапорщики будущим генералиссимусом Алексеем Шеиным. Кар участвовал в Азовских походах Петра I и войне со Швецией. Принимал участие во взятии Нарвы, Ямбурга и Копорья. В 1709 году участвовал в Малороссийской кампании, был ранен в сражении под Полтавой. Был произведён в майоры, воевал в Финляндии. В 1741 году перешёл на гражданскую службу. В 1742 году в чине статского советника возглавил Соляную контору, в которой работал до самой своей смерти. Его сын Василий Кар участвовал в подавлении Пугачёвского восстания, но неудачно.